# Oscar Neebe

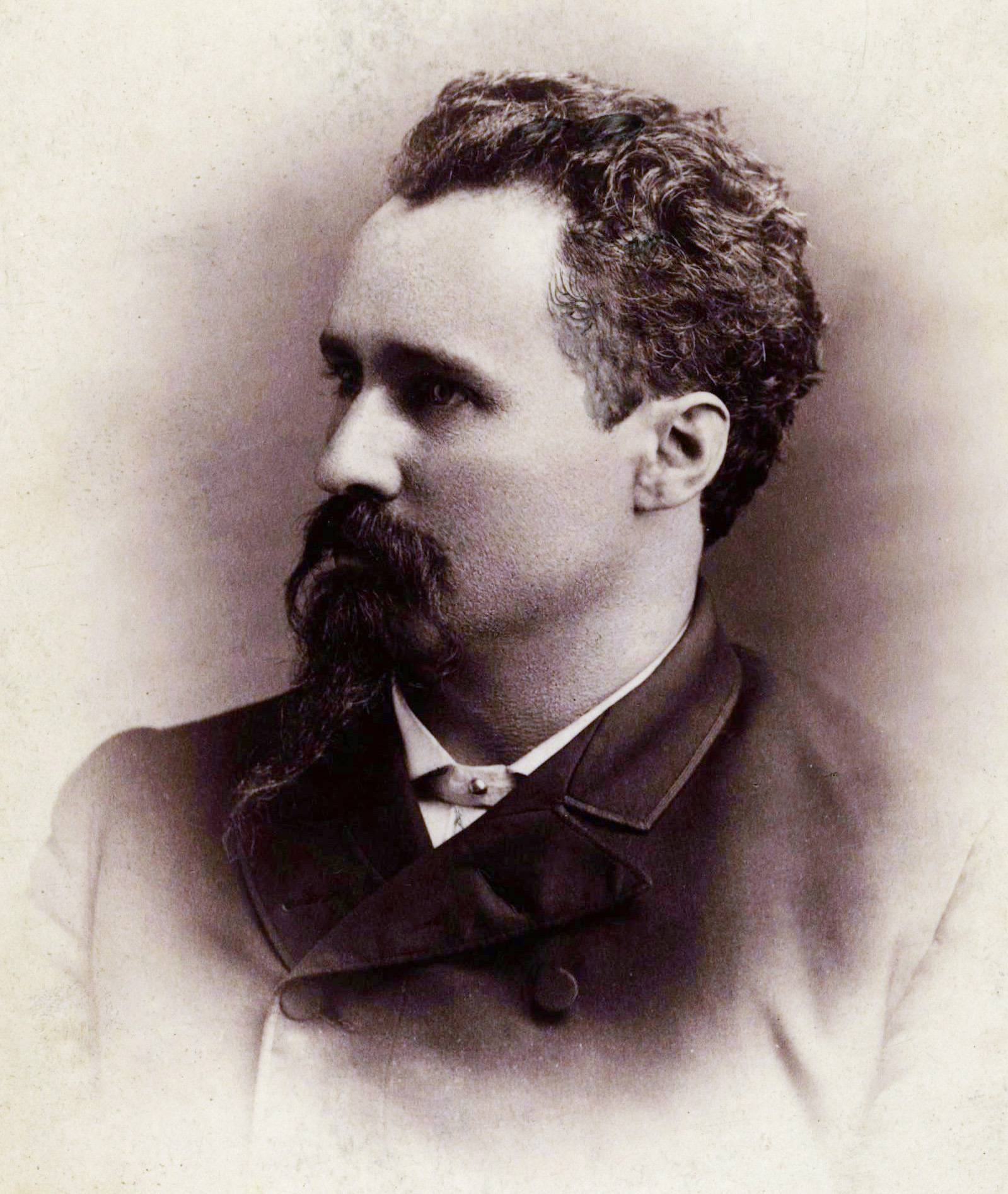
Oscar Neebe

Oscar Neebe (* 12. Juli 1850 in New York City; † 22. April 1916 in Chicago) war ein amerikanischer Anarchist und Gewerkschafter. Er war einer der Angeklagten im Prozess um den Bombenanschlag während des Haymarket Riot.

## Leben

### Frühe Jahre
Oscar Neebe wurde 1850 als Sohn deutscher Einwanderer in New York City geboren. Seine Familie kehrte später wieder nach Deutschland zurück und Neebe verbrachte seine Kindheit in Hessen-Kassel. Im Alter von 14 Jahren zog er mit seiner Familie wieder nach Amerika. Er begann in einer Gold- und Silberplatten-Werkstatt zu arbeiten, musste jedoch aus gesundheitlichen Gründen den Beruf wieder aufgeben. Nach verschiedenen Tätigkeiten als Barkeeper, Koch und Blechschmied zog er 1873 zu seinem Bruder nach Philadelphia. Er lernte dort Anna M. Monsees kennen und heiratete sie. Aus dieser Ehe entsprangen drei Kinder.
Die Familie zog 1877 nach Chicago und Oscar Neebe wurde in einer Fabrik eingestellt. Nach kurzer Zeit wurde er entlassen, weil er sich für einen Mitarbeiter eingesetzt hatte. Im gleichen Jahr wurde er Mitglied der Kommunistischen Partei, die er aber drei Jahre später wieder verließ. In den zwei Jahren nach seiner Entlassung fand Neebe nur gelegentlich Arbeit und konnte sich und seine Familie nur mit Mühe über Wasser halten. Er fand schließlich wieder Arbeit in einem Hefe-Betrieb und gründete zwei Jahre später einen eigenen Betrieb. 1880 begann er an der Chicagoer Arbeiter-Zeitung mitzuarbeiten, die zu dieser Zeit von August Spies und Michael Schwab herausgegeben wurde.

### Haymarket Riot und Prozess

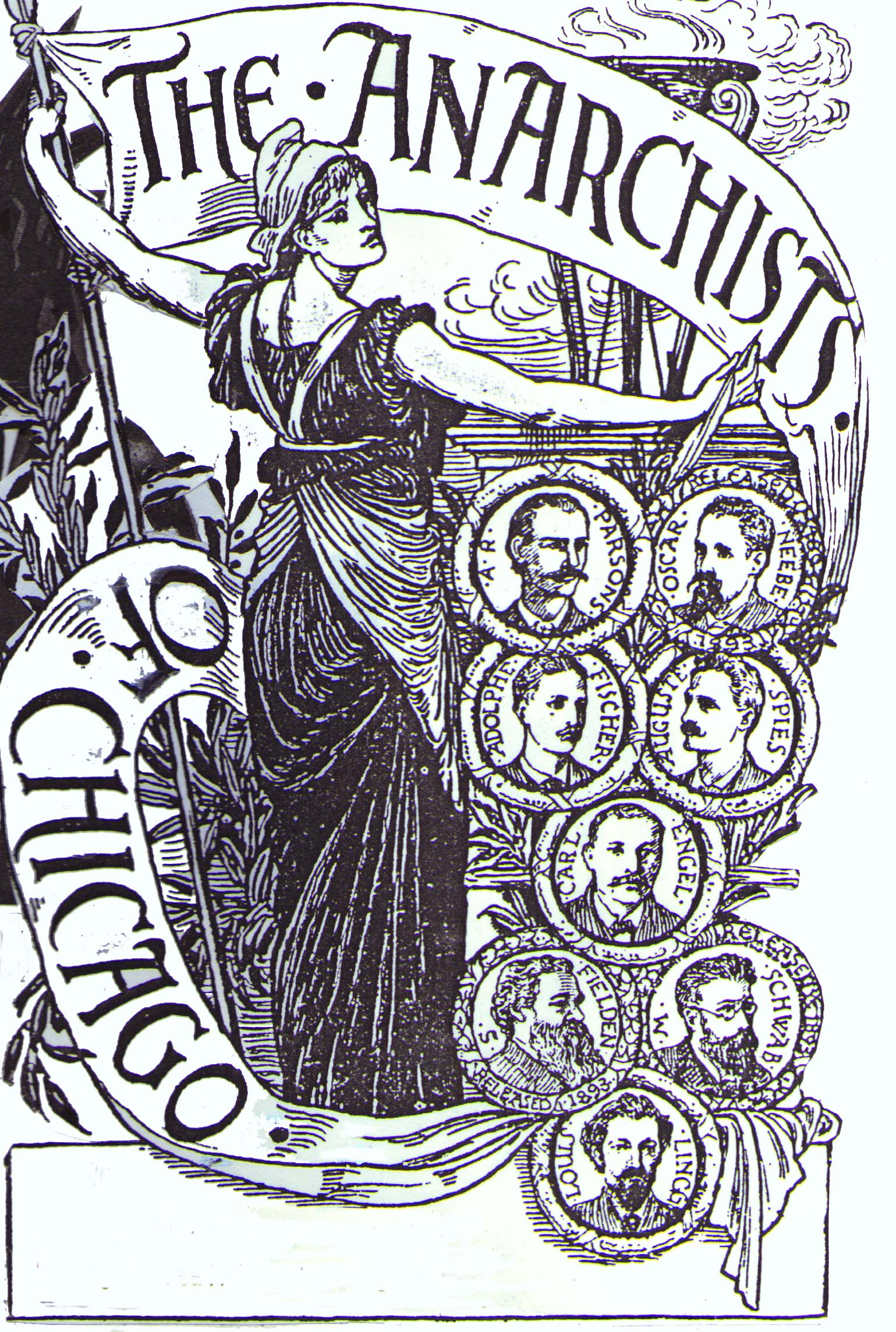
Illustration der Anarchisten von Chicago von Walter Crane mit Oscar Neebes Porträt in der ersten Reihe rechts.

Am 4. Mai 1886 fand eine Arbeiterdemonstration in Chicago statt, bei der ein Unbekannter eine Bombe warf. Sieben Polizisten kamen dabei ums Leben. Im darauffolgenden Prozess waren 8 Anarchisten angeklagt, darunter auch Oscar Neebe. Jedoch war Neebe an diesem Tag nicht auf dem Haymarket Square, wo die Tat stattfand. Er sagte vor Gericht aus, er habe erst am folgenden Tag von den Ereignissen erfahren. Nachdem er von der Festnahme von Spies und Schwab gehört hatte, übernahm er die Herausgabe der Arbeiter-Zeitung. Neebe wurde aufgrund seiner Kontakte zu anderen Angeklagten einige Tage später ebenfalls festgenommen.
Die gegen Neebe hervorgebrachten Hauptbeweise waren seine politische Gesinnung, der Besuch von sozialistischen Versammlungen, seine Beteiligung an der Arbeiter-Zeitung und dazu noch eine Schrotflinte, eine Pistole und eine rote Fahne, die bei ihm zu Hause gefunden wurden. Ein Zeuge sagte aus, dass ihm Neebe ein Flugblatt aushändigte, welches zur Rache gegen die Polizei aufrief.
Das Gericht verurteilte Oscar Neebe zu 15 Jahren Gefängnis. In seiner letzten Ansprache an das Gericht beteuerte er noch einmal seine Unschuld und bedauerte, nicht mit den anderen Männern gehängt zu werden.
Neebes Frau starb während seiner Haft im Jahre 1887, aber er durfte nicht an der Beerdigung teilnehmen. Am 26. Juni 1893 wurde er von Gouverneur John Peter Altgeld mit zwei weiteren Mitangeklagten begnadigt und für unschuldig erklärt.

### Nach dem Freispruch
Neebe wurde kurz nach der Gründung im Jahre 1905 Mitglied der Industrial Workers of the World. Er arbeitete als Barkeeper in Chicago und starb am 22. April 1916.